# André Roz
André Roz, né le 18 juin 1887 à Paris et mort le 12 janvier 1946 à Paris, est un peintre français.

## Biographie
Après la Première Guerre mondiale, il quitte Paris et s'installe à Pontarlier.
Il fonde, avec Robert Bouroult, André Charigny et Robert Fernier, le Salon des Annonciades, à Pontarlier, en 1927.

## Distinctions
- Chevalier de la Légion d'honneur (1933)